# Joachim Frederik Bernstorff
Joachim Frederik Bernstorff (ur. 5 października 1771 w Wittendörp, zm. 26 października 1835 w Grömitz) – duński dyplomata.
Był synem Andreasa Petera Bernstorffa i  młodszym bratem dyplomaty Christiana Günthera W 1816 został ambasadorem Danii w  Wiedniu. Odznaczony w 1806 Orderem Słonia i w 1826 Krzyżem Wielkim Orderu Danebroga.